# Себастьяно дель Пйомбо
Себастьяно Лучані (італ. Sebastiano Luciani; 1485, Венеція — 21 червня 1547, Рим), відоміший як Себастьяно дель Пйомбо (італ. Sebastiano del Piombo — «свинцевий Себастьяно») — італійський живописець, представник венеційської школи. Чиновник канцелярії папи римського, охоронець його печатки — пьйомбо. У своєму живописі йому вдалося поєднувати багатство венеційського колориту з скульптурністю і монументальністю форм, властивих творам майстрів римської школи.

## Життя та творчість

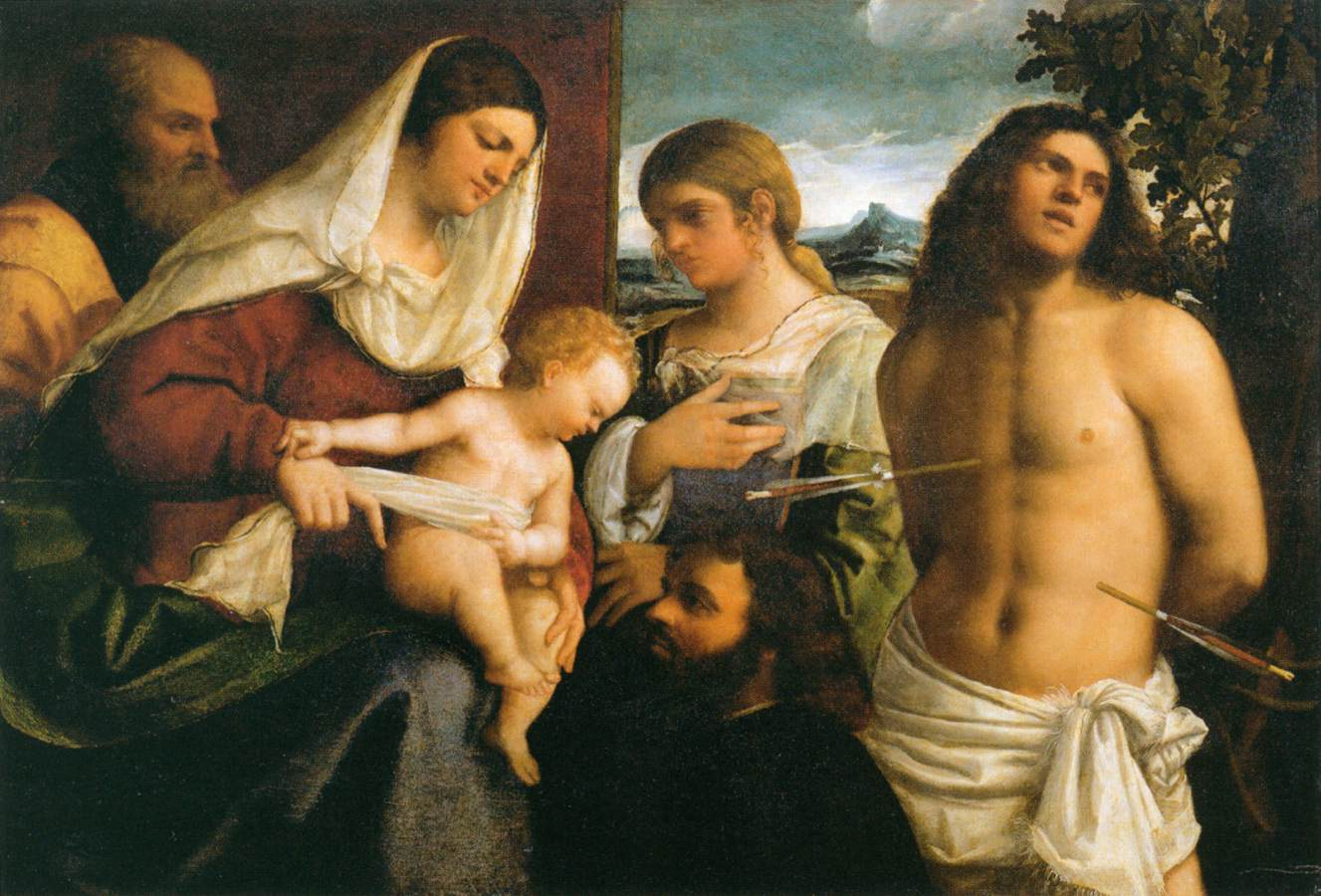
«Святе сімейство зі святими Катериною і Севастіаном і донатором», Лувр, Париж

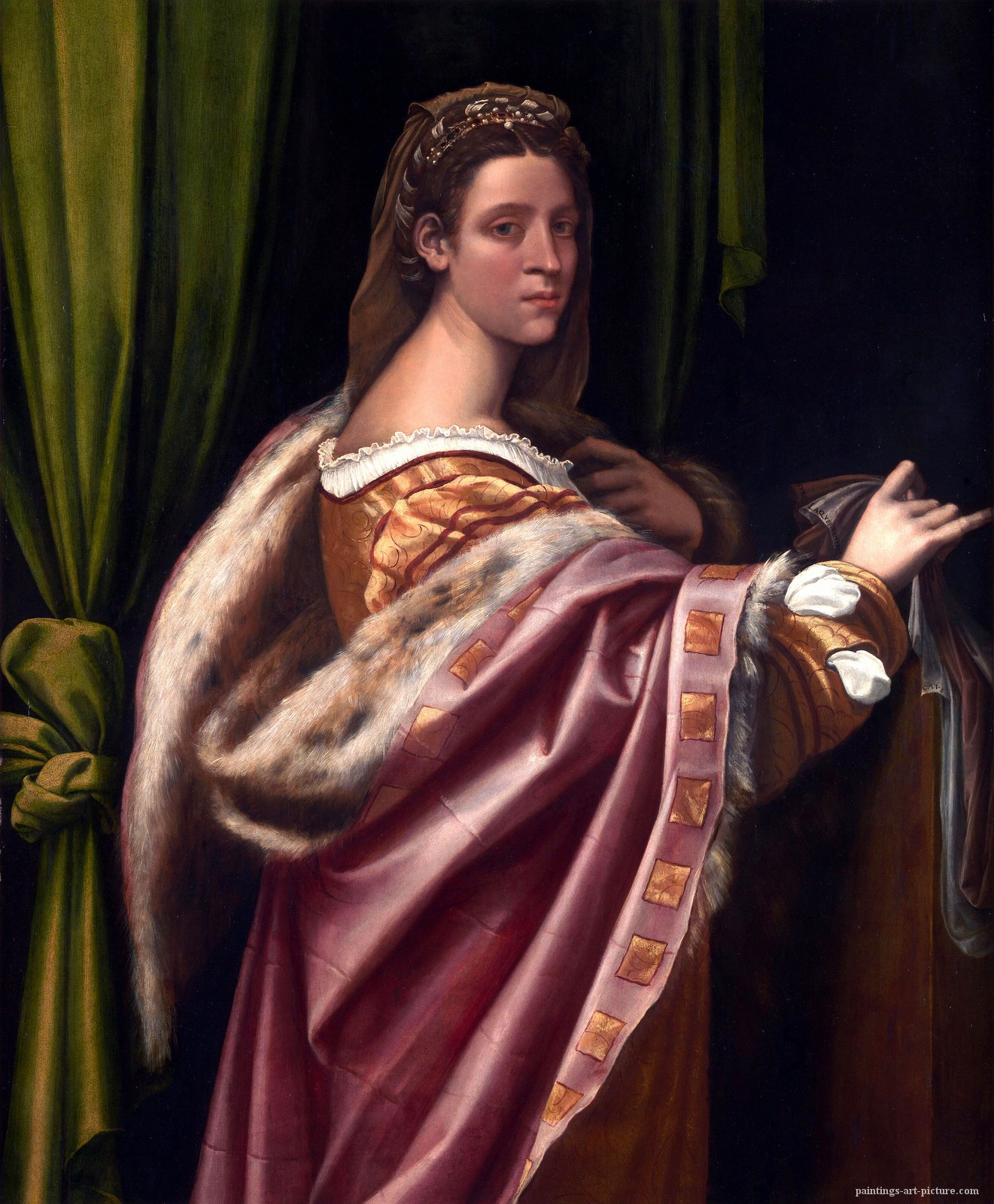
«Римська пані в хутрі», Національна галерея, Лондон

Народився у Венеції приблизно в 1485 році. Був учнем Джованні Белліні. У ранніх творах Пьомбо відчувається вплив Джорджоне і Тиціана. Роботи цього періоду пройняті просвітлено-ліричним настроєм.
У 1511 році художник переїздить до Риму. Займав посаду охоронця печатки (piombo) в папській Канцелярії. В Римі зближується з Рафаелем.
Його роботи набувають строгості, стають врівноваженішими, але при цьому не втрачають венеційський колорит. Разом з Рафаелем і його учнями брав участь в створенні фресок на віллі Фарнезіна за замовленням сієнського банкіра Агостіно Киджі.
У 1515 Себастьяно познайомився з Мікеланджело і став його учнем і помічником. Картини Себастьяно дель Пьомбо набувають драматичного забарвлення, це пов'язано з впливом Мікеланджело, який той справив на венеційця. Відтоді він починає наслідувати стилю свого вчителя, і його пізні роботи набувають все більше маньєристичних рис. Як ілюстрацію можна вказати картину «Воскресіння Лазаря», написану в 1517—1519 роки.
Роботи художника, створені в період контрреформації, відрізняються похмурою суворістю образного ладу (наприклад, картина «Несення хреста»), що свідчить про кризу художніх принципів Високого Відродження та перехід на позиції похмурого маньєризму.
Себастьяну дель Пьйомбо належать портрети багатьох його відомих сучасників (Христофор Колумб, папа Климент VII, Джулія Гонзага, П'єтро Аретіно, Андреа Доріа та інших.) Його біографію написав Джорджо Вазарі.

## Портрети
Був відомим портретистом. Особливо ці здібності розкрилися в Римі. Близькість до двору римських пап зумовила і коло його замовників — кардинал Бандінелло Саулі, папа римський Климент VII, кардинал Реджинал Пол, адмірал Андреа Доріа, гуманіст Маркантоніо Фламініо. Близькість до Мікеланджело, який категорично відмовлявся робити портрети, і релігійно-моралістичного гуртка Вітторії Колонна могла зумовити створення портрету Вітторії. Хоча кожен з жіночих портретів Себастьяно грішив компліментами і надмірною ідеалізацією моделей.

## Вибрані твори

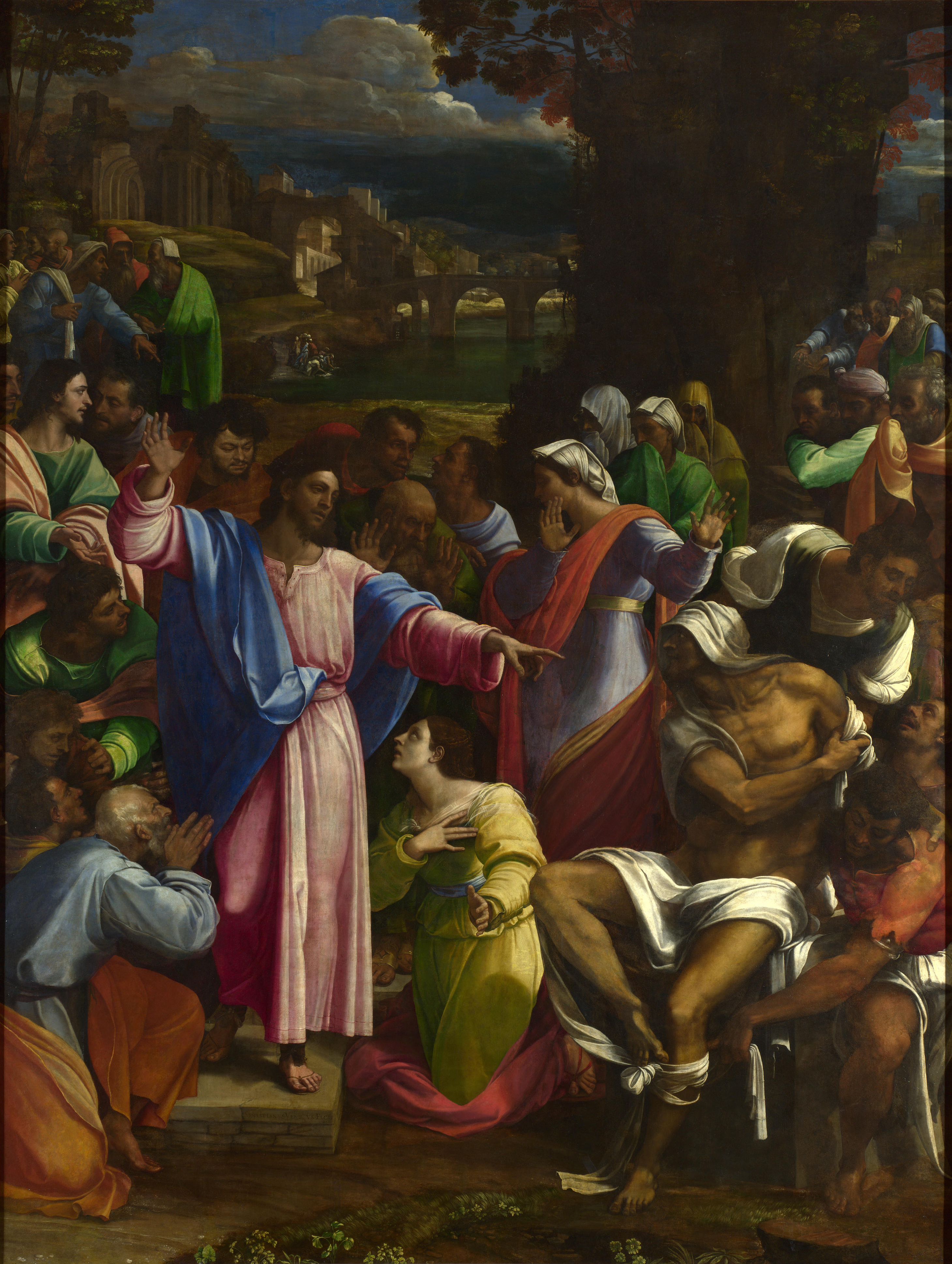
«Воскресіння Лазаря», Національна галерея, Лондон

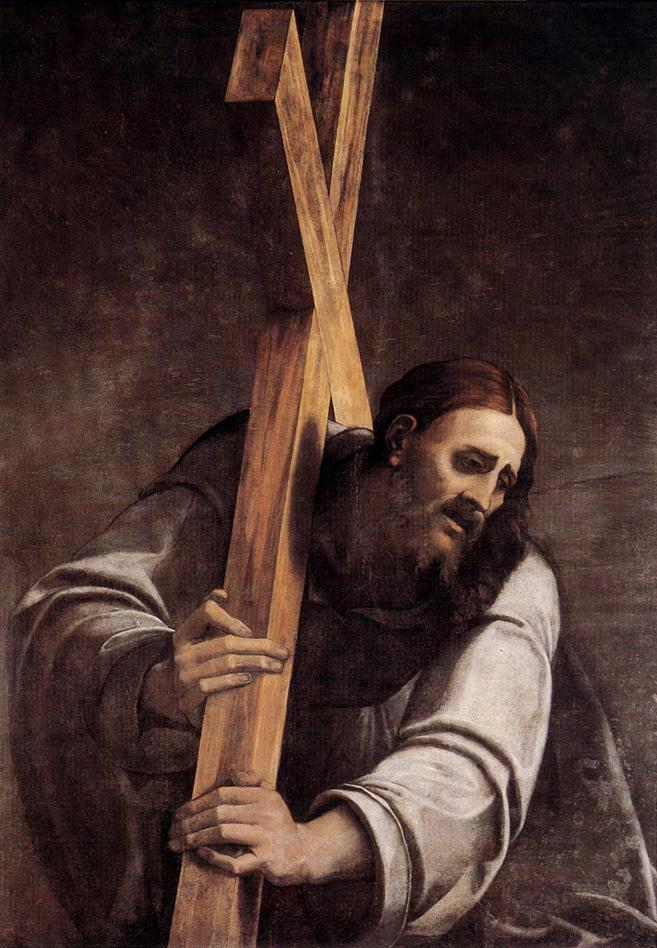
«Несіння хреста». Ермітаж, Санкт-Петербург

- «Вівтар Йоанна Златоуста», Венеція
- «Жіноча голова», тондо, Кембел Арт Мьюзеум
- «Адмірал Андреа Доріа»
- «Христос і вірні», Прадо, Мадрид
- «Святе сімейство зі святими Катериною і Себастьяном і донатором», Лувр, Париж
- «Воскресіння Лазаря», Національна галерея, Лондон
- «Портрет гуманіста» (Лев Африканський)
- «Доротея», Берлін
- «Папа римський Климент VII», Музей Каподімонте, Неаполь
- «Мадонна з віалью», Національна галерея, Прага
- «Іродіада з головою Івана Хрестителя», Національна галерея, Лондон
- так званий « Христофор Колумб»
- «Мучеництво Св. Агати», Палаццо Пітті, Флоренція
- «Несіння хреста», Ермітаж, Санкт-Петербург
- «Кардинал Реджинал Пол», Ермітаж, Санкт-Петербург
- «П'єта», Ермітаж, Санкт-Петербург
- «Антон Франческо дельї Альбіцці»
- «Римська пані в хутрі», Національна галерея, Лондон
- «Портрет Мікеланджело»
- «Портрет невідомого», Будапешт
- «Вітторія Колонна», Барселона
- «Кардинал Бандінелло Саулі»

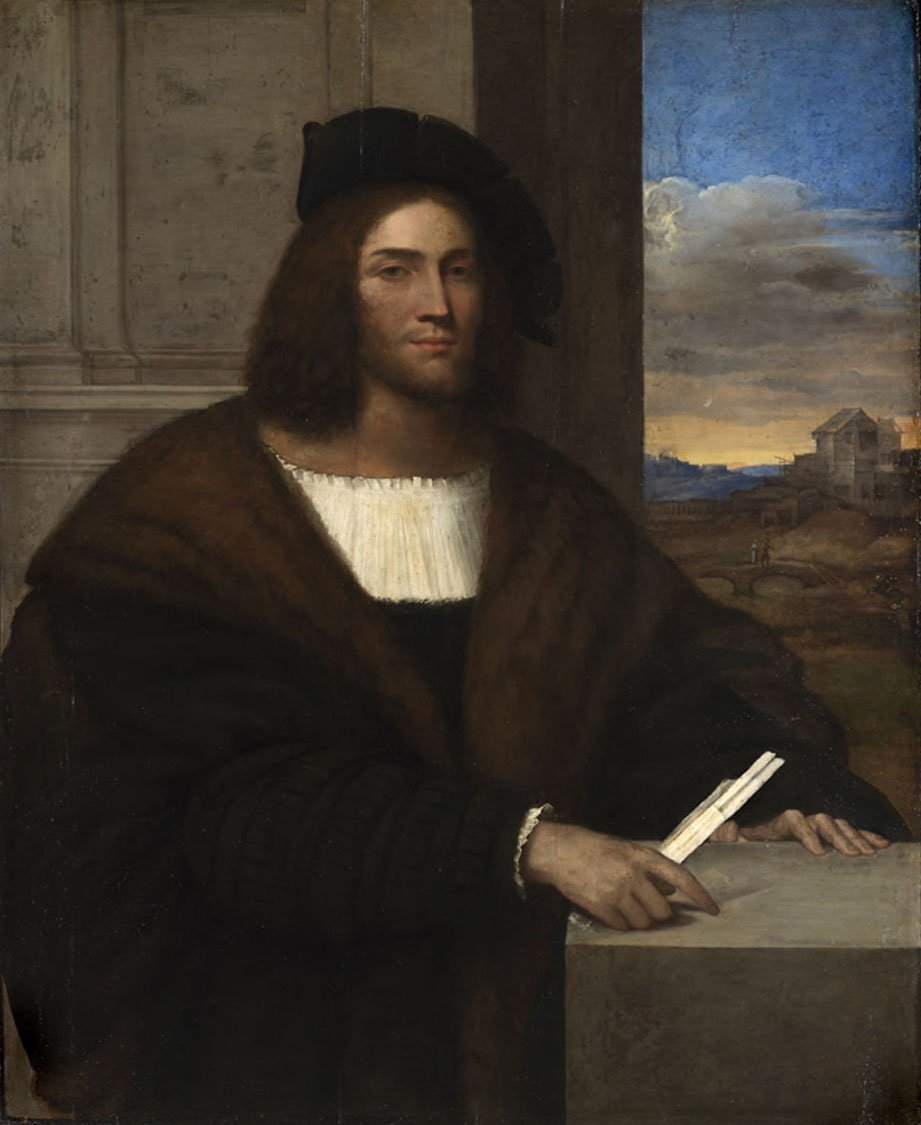
«Портрет невідомого», Музей образотворчих мистецтв, Будапешт
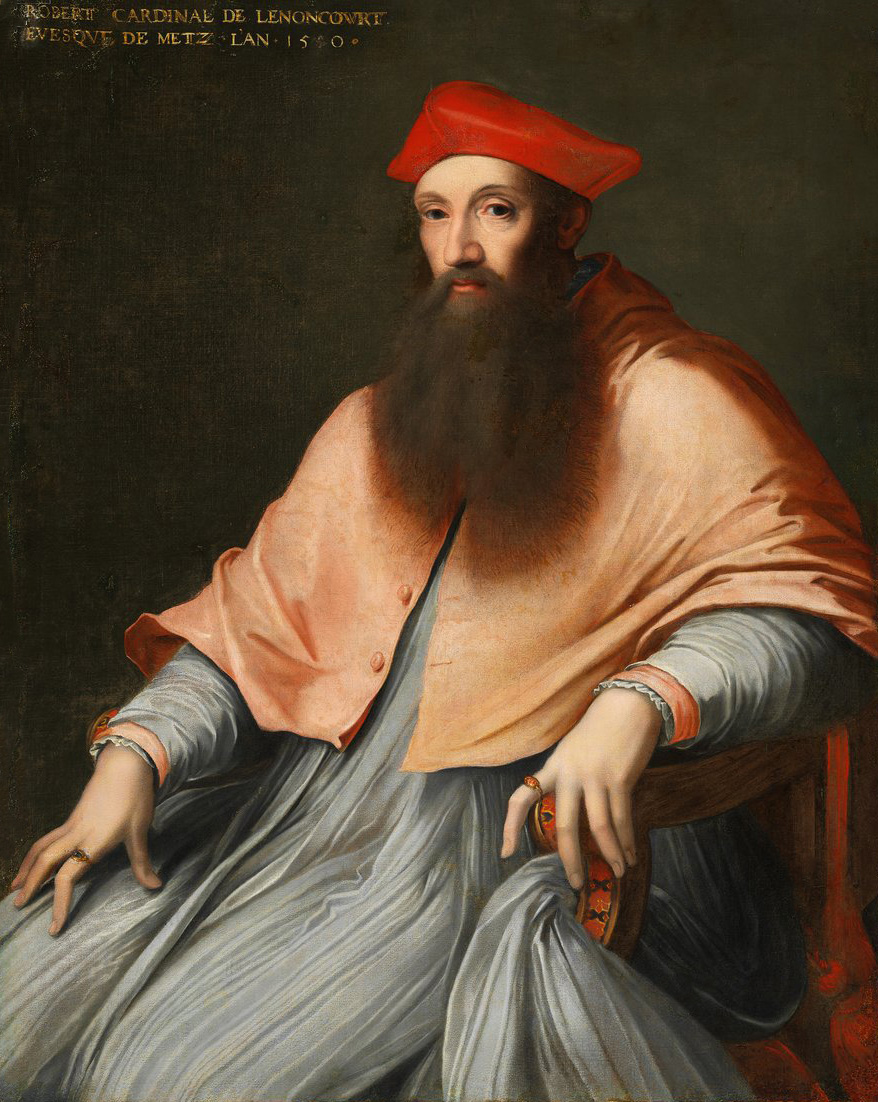
«Кардинал Реджинал Пол англієць»
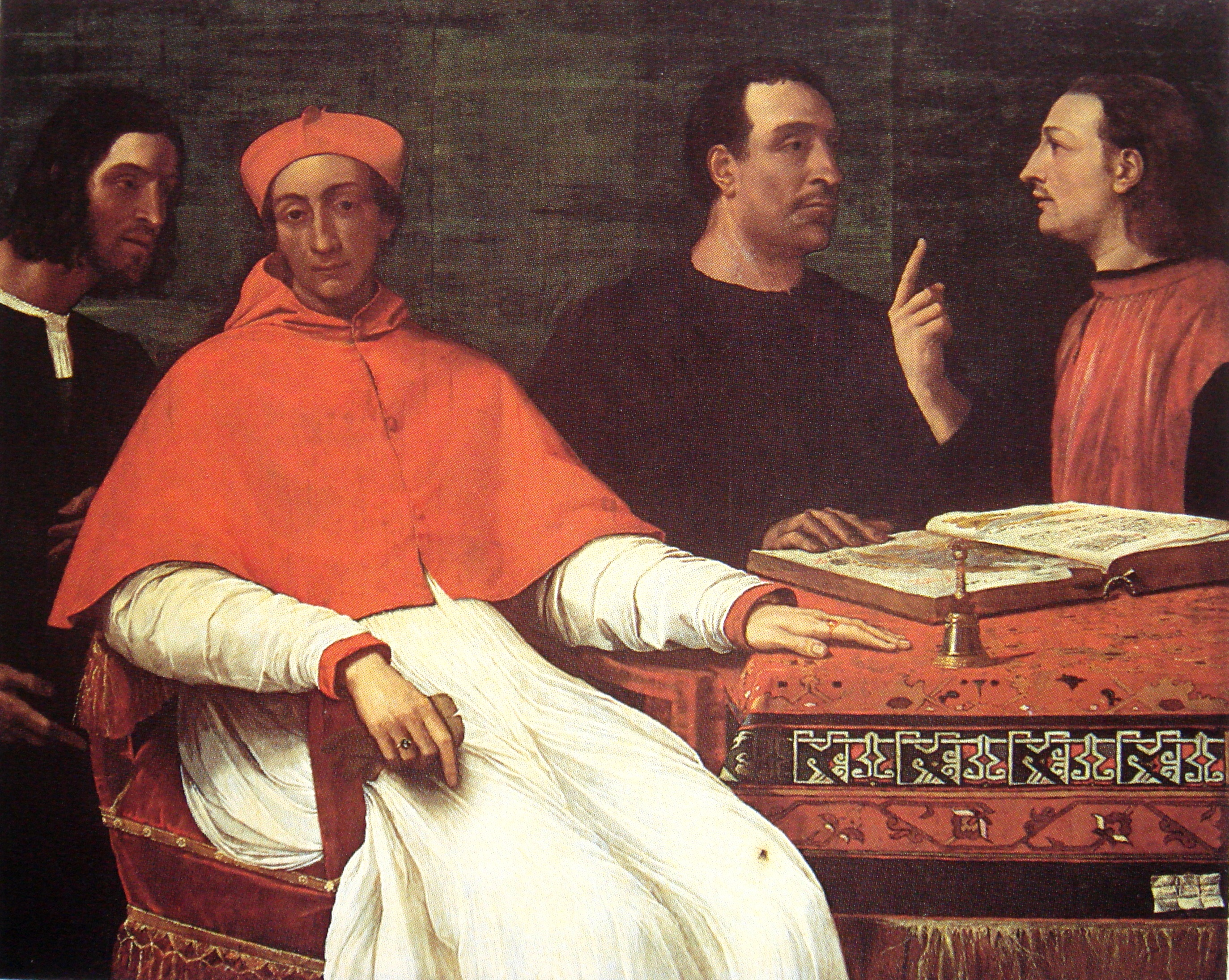
«Кардинал Бандінелло Саулі»
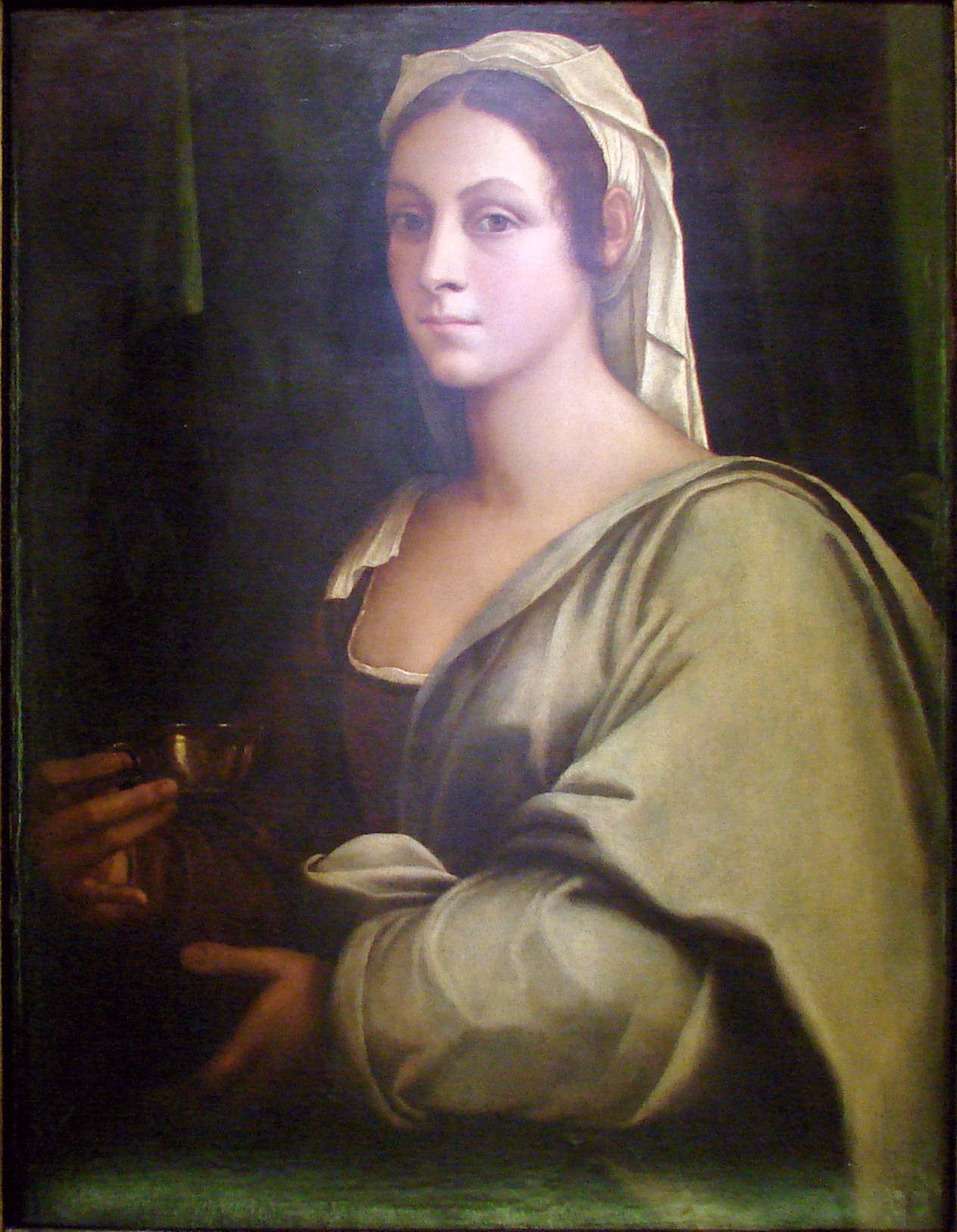
«Вітторія Колонна»